# N656 (België)
De N656 is een gewestweg in de Belgische provincie Luik. De weg verbindt de op- en afritten (afrit 3) van de A604 met de N699 en N617c in Seraing. De weg volgt de Rue de la Station en de Rue Sualem R.. De route heeft een lengte van ongeveer 850 meter.
Het wegnummer wordt niet op borden aangegeven.